# VdB 43
vdB 43 est une nébuleuse par réflexion visible dans la constellation d'Orion.
Sa position est facilement identifiable grâce à l'étoile brillante Bellatrix, qui constitue le sommet nord-ouest du quadrilatère d'Orion. Depuis cette étoile, à environ 1°40' ESE, on peut atteindre l'étoile double en perspective 32 Orionis, d'où il est possible de visualiser la nébuleuse, à environ 20' ENE. L'étoile responsable de l'illumination des gaz du nuage est HD 36471, une étoile bleu-blanc de la séquence principale de classe spectrale B8V, d'une magnitude apparente de 8,70, entièrement enveloppée de gaz. Les mesures de parallaxe ont fourni une valeur de 2,90-3,00 mas, correspondant à une distance d'330+15 pc (∼1 080 al). Le nuage serait donc situé dans la même région du bras d'Orion que les grands complexes moléculaires du nuage d'Orion, où se produisent d'intenses phénomènes de formation d'étoiles.